# Rhinogobiops nicholsii
A Rhinogobiops nicholsii a csontos halak (Osteichthyes) főosztályának a sugarasúszójú halak (Actinopterygii) osztályába, ezen belül a sügéralakúak (Perciformes) rendjébe, a gébfélék (Gobiidae) családjába és a Gobiinae alcsaládjába tartozó faj.
Nemének egyetlen faja.

## Előfordulása
A Rhinogobiops nicholsii előfordulási területe a Csendes-óceán keleti részén van. A kanadai Brit Columbia északi részétől, egészen a mexikói Alsó-Kalifornia középső részéig húzódik.

## Megjelenése
Ez a hal legfeljebb 15 centiméter hosszú. Hátúszóján 5-7 tüske látható. Farokúszója lekerekített.

## Életmódja
Szubtrópusi, tengeri gébféle, amely az árapály térségtől a 106 méteres mélységig lelhető fel. A kövek közé bújva éli le életét, amely akár 5 évet is tarthat.

## Szaporodása
A Rhinogobiops nicholsii gébfajnál egy nagyobb hím területén, több kisebb méretű nőstény él. Ha a hím elpusztul, az egyik nőstény átalakul hímmé és átveszi a helyét. Az összes nőstény, az adott területen, egy fészekbe rakja le ikráit, amelyeket aztán a hím őriz és gondoz. Kikelés után, az ivadék a planktonban sodródik.

## Felhasználása
Ezt a halat kedvelik a városi akváriumok.

## Képek

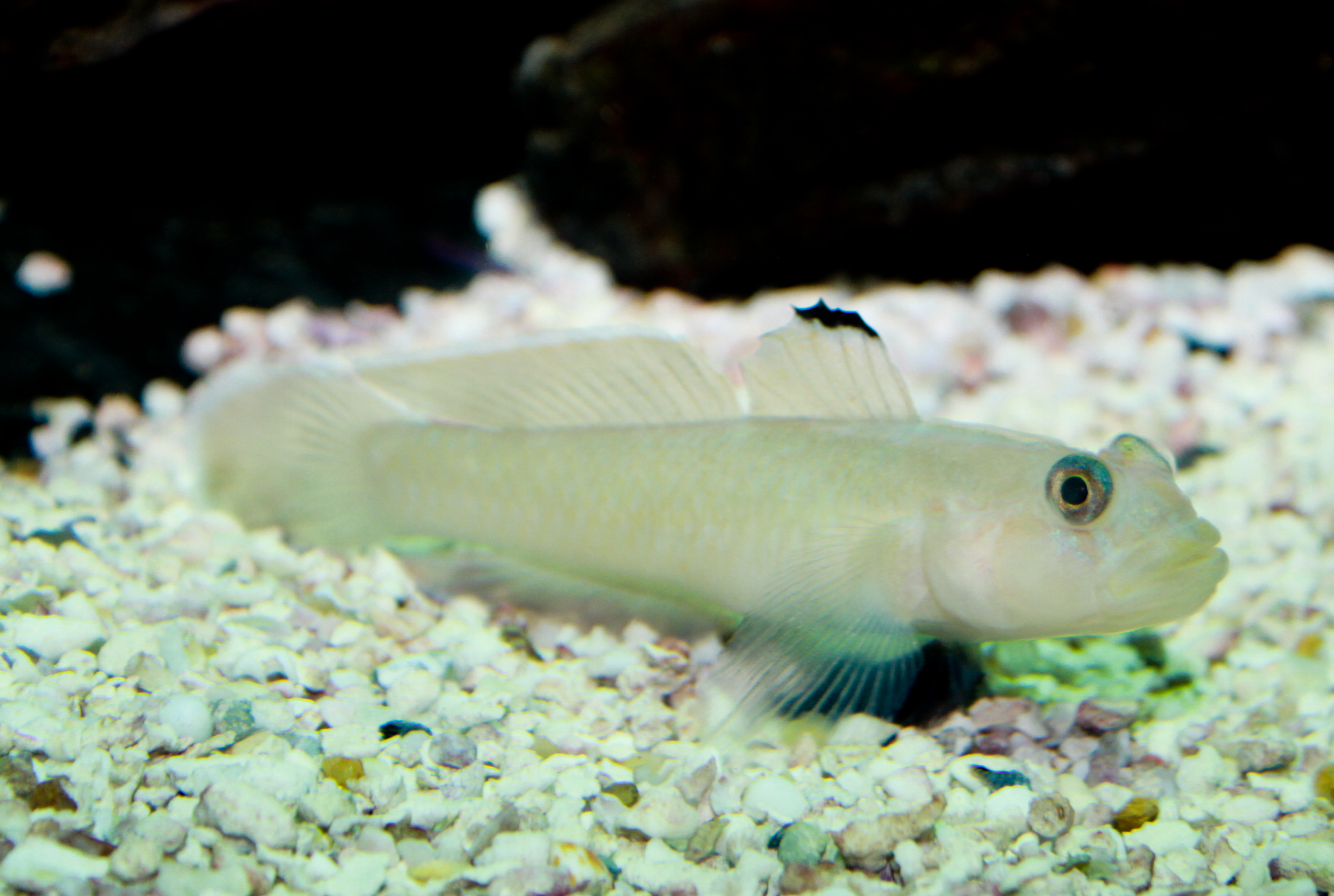
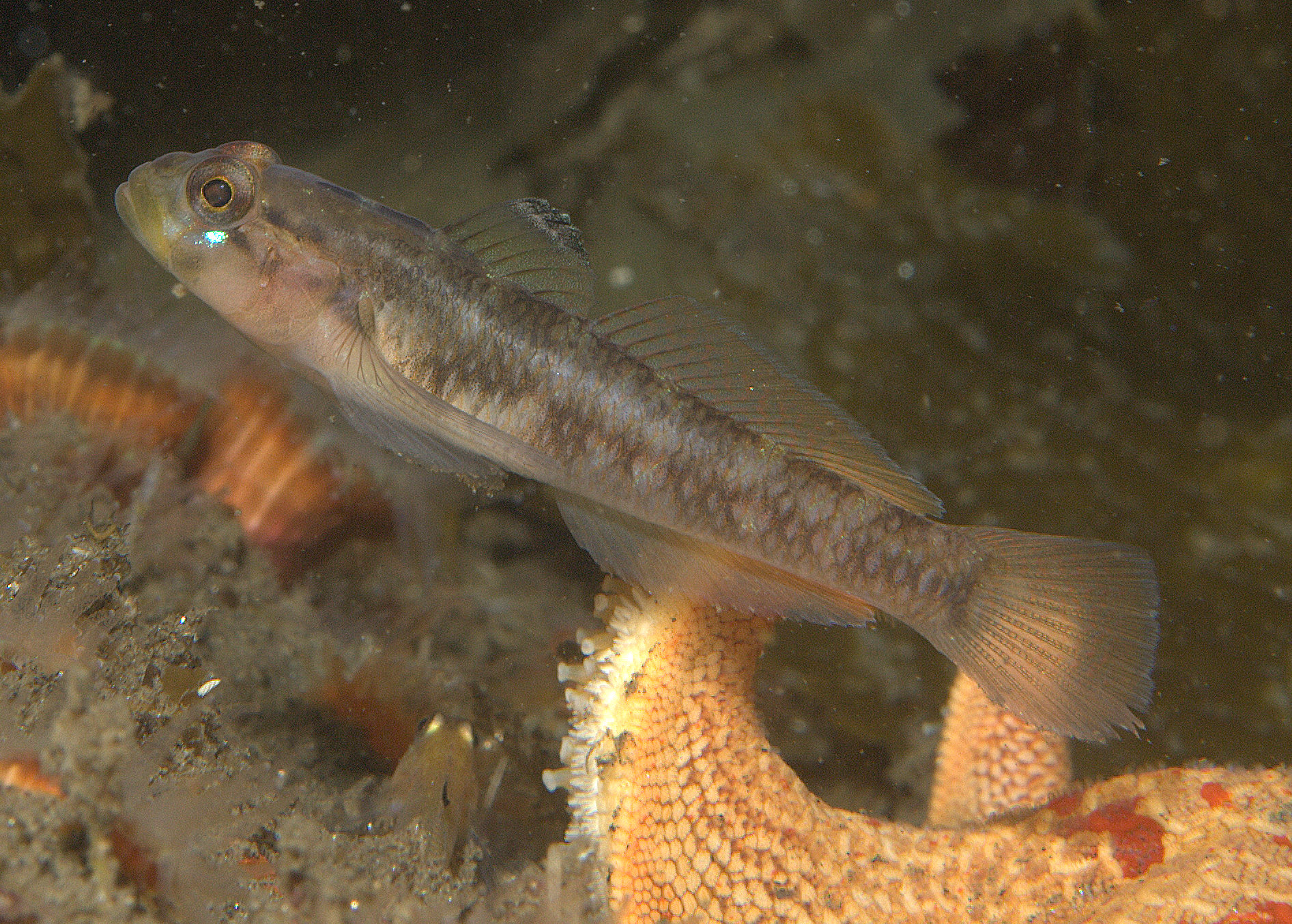